# Astragalus soxmaniorum
Astragalus soxmaniorum là một loài thực vật có hoa trong họ Đậu. Loài này được Lundell miêu tả khoa học đầu tiên.